# Idrætsforeningen af 1932 - Glostrup
Idrætsforeningen af 1932 – Glostrup (IF32) er en idrætsklub i Glostrup, der har følgende sportsgrene på programmet: boksning, bowling, fodbold, gymnastik og petanque. Klubben blev stiftet den 4. maj 1932 som AIK Glostrup (Arbejdernes Idræts Klub), men i 1963 blev navnet ændret til Idrætsforeningen af 1932 – Glostrup.
Underafdelinger:
- Bokseklubben IF32
- IF32 Bowling Glostrup
- Glostrup Fodbold Klub - I.F. 32
- IF32 Gamle Drenge
- IF32 Gymnastik
- Glostrup Petanque IF32
- IF32 Motion og Trivsel

I 2001 indgik IF32 Fodbold en overbygningsaftale med Hvissinge FC og Glostrup IC Fodbold, og i 2003 fusionerede de tre klubber til Glostrup Fodbold Klub - I.F. 32